# Szűcs Éva (kick-boxoló)
Szűcs Éva, Györgyné (Budapest, 1963. február 13. –) magyar női kézilabdázó, Európa-bajnok (IPKF) és Európa-bajnoki bronzérmes (WAKO) kick-box versenyző.

## Családja
Édesanyja: Gyürky Mária Valéria vegyészmérnök, gyógyszerész, édesapja: Szűcs Béla újságíró. Testvérei: Szűcs László, (1954), Szűcs Zoltán (1965). Férje: György László, (1964) sportmenedzser, gyermeke György Ádám Tamás (1998) tanuló. Anyai Ágon rokonságban áll Mikszáth Kálmán íróval és Püski Sándor könyvkiadó feleségével. Közeli rokonságban áll dr. Gyürky Tiborral, aki a II.világháború idején tisztifőorvos-helyettes volt.

## Sportpályafutása
A Goldberger, majd 1981 és 1986 között a TFSE NB I-es csapatának kézilabda játékosa, 1986-tól a Hunyadi SE kick-box versenyzője volt. Edzője volt a Kistex kézilabda utánpótlás csapatának, később a Hunyadi SE testvére, Szűcs Zoltán (IV. Dan) által vezetett kick-box csoportjának.

## Sikerei, díjai
Kick-box
- Európa-bajnokság
  - bronzérmes WAKO világszövetség (2): 1990, Madrid(wd); 1992, Várna
  - aranyérmes IPKF világszövetség 1989 (Lübeck)
- Nemzetközi versenyek
  - aranyérmes 1993 (Olaszország)
- Világkupa
  - aranyérmes: 1991 (Bergamo), 1993 (Bécs)
- Világbajnokság
  - 6.: 1993 (Atlantic City)
- Magyar bajnokság (semi contact: sc, ligth conatct: lc)
  - bajnok: 1990 (sc: nonstop, csapatbajnokság), 1991 (sc: csb), 1992 (sc: stop), 1993, 1994
  - 2: 1991 (sc: stop, nonstop), 1992 (lc)
  - 3.: 1990 (sc: stop)

## Szakirányú iskolai végzettségek
- Sportmenedzser /MTE, Budapest
- Testnevelő tanár /Juhász Gyula Tanárképző Főiskola, Szeged
- Egészségtantanár /Semmelweis Egyetem TSK Budapest
- Kézilabdaedző /TFTI/
- Sportújságíró /MUOSZ/, Budapest
- Gyógytestnevelés /TFTI, Budapest
- Kisiskolások testnevelése /TFTI, Budapest
- Könyvelő
- EU-pályázat-író és -lebonyolító

A Testnevelési Egyetemen 1986 szeptembere óta ügyvivő szakértőként dolgozik.

## Publikációi
- A diáksport múltja, jelene, jövője (1991) Szakdolgozat Magyar Testnevelési Egyetem
- A kick-box története (2002)
- A dohányzás és következményei (2003) Szöveggyűjtemény Magyar Testnevelési Egyetem
- Egészségtan tanári szak szerk: Dr. Sipos Kornél
- Pillanatnyi és alkati szorongás sportoló és nem sportoló fiataloknál (2004)
- Dohányzási és sport szokások 12-19 éves fiatalok körében (2004)
- K. Sipos, E.G. Szucs, I. Vingender, L. Toth.: Self-Efficacy Towards Temptation to Smoke, and -Regular Physical Exercise at Secondary School Students: An Analysis of Background/Lifestyle Characteristics (2005)[1]